# Panamerikanische Spiele 1971/Leichtathletik
Bei den Panamerikanischen Spielen 1971 in Cali (Kolumbien) wurden in der Leichtathletik 37 Wettbewerbe ausgetragen, davon 24 für Männer und 13 für Frauen.

## Männer

### 100-Meter-Lauf
| Platz | Athlet          | Land | Zeit (s) |
| ----- | --------------- | ---- | -------- |
| 1     | Donald Quarrie  | JAM  | 10,29    |
| 2     | Lennox Miller   | JAM  | 10,32    |
| 3     | Del Meriwether  | USA  | 10,34    |
| 4     | Pablo Montes    | CUB  | 10,40    |
| 5     | Hermes Ramírez  | CUB  | 10,44    |
| 6     | Charlie Francis | CAN  | 10,54    |
| 7     | Luiz da Silva   | BRA  | 10,60    |

Wind: 0,0 m/s

### 200-Meter-Lauf
| Platz | Athlet             | Land | Zeit (s) |
| ----- | ------------------ | ---- | -------- |
| 1     | Donald Quarrie     | JAM  | 19,86    |
| 2     | Marshall Dill      | USA  | 20,39    |
| 2     | Edwin Roberts      | TRI  | 20,39    |
| 4     | Fernando Acevedo   | PER  | 20,69    |
| 5     | Carl Lawson        | JAM  | 20,98    |
| 6     | Guillermo González | PUR  | 21,12    |
| 7     | Andrés Calonge     | ARG  | 21,13    |

Wind: 1,0 m/s

### 400-Meter-Lauf
| Platz | Athlet           | Land | Zeit (s) |
| ----- | ---------------- | ---- | -------- |
| 1     | John Smith       | USA  | 44,60    |
| 2     | Fred Newhouse    | USA  | 45,09    |
| 3     | Fernando Acevedo | PER  | 45,30    |
| 4     | Alfred Daley     | JAM  | 46,52    |
| 5     | Garth Case       | JAM  | 46,82    |
| 6     | Doug Chapman     | CAN  | 47,28    |
| 7     | Kent Bernard     | TRI  | 47,43    |
| 8     | Antonio Álvarez  | CUB  | 47,46    |

### 800-Meter-Lauf
| Platz | Athlet           | Land | Zeit (min) |
| ----- | ---------------- | ---- | ---------- |
| 1     | Ken Swenson      | USA  | 1:48,08    |
| 2     | Art Sandison     | USA  | 1:48,42    |
| 3     | Byron Dyce       | JAM  | 1:48,42    |
| 4     | Lennox Stewart   | TRI  | 1:48,81    |
| 5     | Leandro Civil    | CUB  | 1:50,03    |
| 6     | Bill Smart       | CAN  | 1:50,28    |
| 7     | Benedict Cayenne | TRI  | 1:51,95    |
| 8     | Carlos Martínez  | MEX  | 1:52,07    |

### 1500-Meter-Lauf
| Platz | Athlet          | Land | Zeit (min) |
| ----- | --------------- | ---- | ---------- |
| 1     | Marty Liquori   | USA  | 3:42,10    |
| 2     | Bill Smart      | CAN  | 3:43,39    |
| 3     | Jim Crawford    | USA  | 3:43,76    |
| 4     | Donaldo Arza    | PAN  | 3:44,75    |
| 5     | Rick Ritchie    | CAN  | 3:46,63    |
| 6     | Gildardo López  | MEX  | 3:48,38    |
| 7     | Carlos Martínez | MEX  | 3:49,50    |
| 8     | Julio Orense    | VEN  | 3:50,06    |

### 5000-Meter-Lauf
| Platz | Athlet            | Land | Zeit (min) |
| ----- | ----------------- | ---- | ---------- |
| 1     | Steve Prefontaine | USA  | 13:52,53   |
| 2     | Steve Stageberg   | USA  | 14:00,76   |
| 3     | Mario Pérez       | MEX  | 14:03,98   |
| 4     | Edmundo Warnke    | CHI  | 14:05,57   |
| 5     | Juan Martínez     | MEX  | 14:14,38   |
| 6     | Víctor Mora       | COL  | 14:25,17   |
| 7     | Victoriano López  | GUA  | 14:38,55   |
| 8     | Héctor Ortiz      | PUR  | 14:45,77   |

### 10.000-Meter-Lauf
| Platz | Athlet             | Land | Zeit (min) |
| ----- | ------------------ | ---- | ---------- |
| 1     | Frank Shorter      | USA  | 28:50,83   |
| 2     | Juan Martínez      | MEX  | 29:05,07   |
| 3     | Álvaro Mejía       | COL  | 29:06,97   |
| 4     | Garry Bjorklund    | USA  | 29:18,36   |
| 5     | Pedro Miranda      | MEX  | 30:13,16   |
| 6     | Domingo Tibaduiza  | COL  | 30:52,65   |
| 7     | Rafael Ángel Pérez | CRC  | 30:54,13   |
| 8     | Victoriano López   | GUA  | 31:25,67   |

### Marathon
| Platz | Athlet             | Land | Zeit (h) |
| ----- | ------------------ | ---- | -------- |
| 1     | Frank Shorter      | USA  | 2:22:40  |
| 2     | José García        | MEX  | 2:26:30  |
| 3     | Hernán Barreneche  | COL  | 2:27:19  |
| 4     | Álvaro Mejía       | COL  | 2:27:59  |
| 5     | Carlos Cuque López | GUA  | 2:33:14  |
| 6     | Ron Wallingford    | CAN  | 2:35:23  |
| 7     | Manuel Chuco       | CUB  | 2:38:33  |
| 8     | Fernando Molina    | ARG  | 2:45:57  |

### 20 km Gehen
| Platz | Athlet           | Land | Zeit (h) |
| ----- | ---------------- | ---- | -------- |
| 1     | Goetz Klopfer    | USA  | 1:37:30  |
| 2     | Tom Dooley       | USA  | 1:38:16  |
| 3     | José Oliveros    | MEX  | 1:40:26  |
| 4     | Marcel Jobin     | CAN  | 1:43:18  |
| 5     | Miguel Sánchez   | MEX  | 1:43:43  |
| 6     | Adalberto Scorza | ARG  | 1:47:30  |
| 7     | Ángel Estrada    | COL  | 1:47:42  |
| 8     | Carlos Vanegas   | NCA  | 1:53:01  |

### 50 km Gehen
| Platz | Athlet            | Land | Zeit (h) |
| ----- | ----------------- | ---- | -------- |
| 1     | Larry Young       | USA  | 4:38:31  |
| 2     | Gabriel Hernández | MEX  | 4:38:46  |
| 3     | John Knifton      | USA  | 4:42:15  |
| 4     | Rafael Vega       | COL  | 4:58:00  |
| 5     | Adalberto Scorza  | ARG  | 5:07:30  |
| 6     | Marcel Jobin      | CAN  | 5:14:33  |
| 7     | Lucas Lara        | CUB  | 5:28:30  |
| 8     | Eladio Campos     | MEX  | 5:28:32  |

### 110-Meter-Hürdenlauf
| Platz | Athlet            | Land | Zeit (s) |
| ----- | ----------------- | ---- | -------- |
| 1     | Rod Milburn       | USA  | 13,46    |
| 2     | Arnaldo Bristol   | PUR  | 13,81    |
| 3     | Juan Morales      | CUB  | 13,85    |
| 4     | Godfrey Murray    | JAM  | 13,99    |
| 5     | Alejandro Casañas | CUB  | 14,17    |
| 6     | Tony Nelson       | CAN  | 14,49    |
| 7     | Alexis Rendón     | VEN  | 14,61    |

### 400-Meter-Hürdenlauf
| Platz | Athlet             | Land | Zeit (s) |
| ----- | ------------------ | ---- | -------- |
| 1     | Ralph Mann         | USA  | 49,11    |
| 2     | Jim Seymour        | USA  | 50,36    |
| 3     | Jacinto Hidalgo    | VEN  | 51,68    |
| 4     | Miguel Olivera     | CUB  | 52,05    |
| 5     | Juan Carlos Dyrzka | ARG  | 52,13    |
| 6     | Orominio Santaella | PUR  | 53,50    |
| 7     | Francisco Dumeng   | PUR  | 53,54    |
| 8     | Manuel Ruiz        | MEX  | 56,24    |

### 3000-Meter-Hindernislauf
| Platz | Athlet            | Land | Zeit (min) |
| ----- | ----------------- | ---- | ---------- |
| 1     | Mike Manley       | USA  | 8:42,27    |
| 2     | Sidney Sink       | USA  | 8:42,90    |
| 3     | Héctor Villanueva | MEX  | 8:46,09    |
| 4     | Ray Varey         | CAN  | 8:51,80    |
| 5     | Víctor Mora       | COL  | 8:52,60    |
| 6     | Grant McLaren     | CAN  | 9:02,20    |
| 7     | Rafael Baracaldo  | COL  | 9:05,68    |
| 8     | José Cobo         | CUB  | 9:06,79    |

### 4-mal-100-Meter-Staffel
| Platz | Land               | Athleten                                                 | Zeit (s) |
| ----- | ------------------ | -------------------------------------------------------- | -------- |
| 1     | Jamaika            | Alfred Daley Donald Quarrie Carl Lawson Lennox Miller    | 39,28    |
| 2     | Kuba               | Pablo Montes Hermes Ramírez Juan Morales Bárbaro Bandomo | 39,84    |
| 3     | Vereinigte Staaten | Rod Milburn Willie Deckard Marshall Dill Ronald Draper   | 39,84    |
| 4     | Puerto Rico        |                                                          | 40,46    |
| 5     | Venezuela          |                                                          | 40,53    |
| 6     | Bahamas            |                                                          | 40,92    |
| 7     | Peru               |                                                          | 41,10    |
| 8     | Argentinien        |                                                          | 41,50    |

### 4-mal-400-Meter-Staffel
| Platz | Land                | Athleten                                                   | Zeit (min) |
| ----- | ------------------- | ---------------------------------------------------------- | ---------- |
| 1     | Vereinigte Staaten  | John Smith Dale Alexander Fred Newhouse Tommy Turner       | 3:00,63    |
| 2     | Jamaika             | Leighton Priestley Alfred Daley Trevor Campbell Garth Case | 3:03,98    |
| 3     | Trinidad und Tobago | Kent Bernard Trevor James Benedict Cayenne Edwin Roberts   | 3:04,58    |
| 4     | Kanada              |                                                            | 3:04,93    |
| 5     | Peru                |                                                            | 3:08,53    |
| 6     | Kuba                |                                                            | 3:08,90    |
| 7     | Venezuela           |                                                            | 3:08,94    |
| 8     | Kolumbien           |                                                            | 3:09,50    |

### Hochsprung
| Platz | Athlet           | Land | Höhe (m) |
| ----- | ---------------- | ---- | -------- |
| 1     | Pat Matzdorf     | USA  | 2,10     |
| 2     | Wilf Wedmann     | CAN  | 2,10     |
| 3     | Luis Arbulú      | PER  | 2,05     |
| 4     | John Hawkins     | CAN  | 2,05     |
| 5     | Hermes Cabal     | COL  | 2,00     |
| 6     | Luis Barrionuevo | ARG  | 1,95     |
| 7     | Pedro Yequez     | VEN  | 1,95     |
| 8     | José Dalmastro   | ARG  | 1,90     |

### Stabhochsprung
| Platz | Athlet          | Land | Höhe (m) |
| ----- | --------------- | ---- | -------- |
| 1     | Jan Johnson     | USA  | 5,33     |
| 2     | David Roberts   | USA  | 5,20     |
| 3     | Bruce Simpson   | CAN  | 4,90     |
| 4     | Arturo Esquerra | MEX  | 4,70     |
| 5     | Erico Barney    | ARG  | 4,70     |
| 6     | Alan Kane       | CAN  | 4,60     |
| 7     | Juan Laza       | CUB  | 4,60     |
| 8     | Roberto Moré    | CUB  | 4,60     |

### Weitsprung
| Platz | Athlet           | Land | Weite (m) |
| ----- | ---------------- | ---- | --------- |
| 1     | Arnie Robinson   | USA  | 8,02      |
| 2     | James Moore      | USA  | 7,98      |
| 3     | Mike Mason       | CAN  | 7,65      |
| 4     | Ramón Díaz       | CUB  | 7,62      |
| 5     | George Swanston  | TRI  | 7,61      |
| 6     | Luiz de Souza    | BRA  | 7,43      |
| 7     | Abelardo Pacheco | CUB  | 7,38      |
| 8     | Jaime Pautt      | COL  | 7,10      |

### Dreisprung
| Platz | Athlet           | Land | Weite (m) |
| ----- | ---------------- | ---- | --------- |
| 1     | Pedro Pérez      | CUB  | 17,40     |
| 2     | Nelson Prudêncio | BRA  | 16,82     |
| 3     | John Craft       | USA  | 16,32     |
| 4     | Juan Velázquez   | CUB  | 16,03     |
| 5     | Tim Barrett      | BAH  | 15,57     |
| 6     | Manuel Gutiérrez | COL  | 15,03     |
| 7     | Luiz de Souza    | BRA  | 14,83     |
| 8     | Jaime Pautt      | COL  | 14,27     |

### Kugelstoßen
| Platz | Athlet          | Land | Weite (m) |
| ----- | --------------- | ---- | --------- |
| 1     | Al Feuerbach    | USA  | 19,76     |
| 2     | Karl Salb       | USA  | 19,10     |
| 3     | Mike Mercer     | CAN  | 18,01     |
| 4     | José Jacques    | BRA  | 17,32     |
| 5     | Mario Peretti   | ARG  | 16,23     |
| 6     | Benigno Hodelín | CUB  | 16,21     |
| 7     | Jorge Marrero   | PUR  | 15,02     |
| 8     | Wilfred Burgos  | SUR  | 14,28     |

### Diskuswurf
| Platz | Athlet             | Land | Weite (m) |
| ----- | ------------------ | ---- | --------- |
| 1     | Dick Drescher      | USA  | 62,26     |
| 2     | Tim Vollmer        | USA  | 61,06     |
| 3     | Ain Roost          | CAN  | 58,06     |
| 4     | Javier Moreno      | CUB  | 57,90     |
| 5     | Sérgio Thomé       | BRA  | 54,40     |
| 6     | Dagoberto González | COL  | 51,76     |
| 7     | José Jacques       | BRA  | 51,16     |
| 8     | Armando Mejía      | NCA  | 45,32     |

### Hammerwurf
| Platz | Athlet          | Land | Weite (m) |
| ----- | --------------- | ---- | --------- |
| 1     | Albert Hall     | USA  | 65,84     |
| 2     | George Frenn    | USA  | 65,68     |
| 3     | Darwin Piñeyrúa | URU  | 61,54     |
| 4     | Víctor Suárez   | CUB  | 59,56     |
| 5     | José Vallejo    | ARG  | 59,46     |
| 6     | Celso de Moraes | BRA  | 55,70     |
| 7     | Pedro Granell   | PUR  | 52,10     |
| 8     | Gustavo Morales | NCA  | 47,96     |

### Speerwurf
| Platz | Athlet         | Land | Weite (m) |
| ----- | -------------- | ---- | --------- |
| 1     | Cary Feldmann  | USA  | 81,52     |
| 2     | Bill Skinner   | USA  | 80,36     |
| 3     | Amado Morales  | PUR  | 76,14     |
| 4     | Justo Perelló  | CUB  | 73,56     |
| 5     | Juan Jarvis    | CUB  | 71,60     |
| 6     | Jorge Peña     | CHI  | 69,06     |
| 7     | Rick Dowswell  | CAN  | 67,38     |
| 8     | Paulo de Faría | BRA  | 66,12     |

### Zehnkampf
| Platz | Athlet          | Land | Punkte |
| ----- | --------------- | ---- | ------ |
| 1     | Rick Wanamaker  | USA  | 7648   |
| 2     | Russ Hodge      | USA  | 7314   |
| 3     | Jesús Mirabal   | CUB  | 7295   |
| 4     | Roberto Carmona | MEX  | 6706   |
| 5     | Néstor Villegas | COL  | 6636   |
| 6     | Ramón Montezuma | VEN  | 6396   |
| 7     | Emilio Mazzeo   | ARG  | 6195   |
| 8     | Gordon Stewart  | CAN  | 6156   |

## Frauen

### 100-Meter-Lauf
| Platz | Athletin          | Land | Zeit (s) |
| ----- | ----------------- | ---- | -------- |
| 1     | Iris Davis        | USA  | 11,25    |
| 2     | Stephanie Berto   | CAN  | 11,40    |
| 3     | Silvia Chivás     | CUB  | 11,47    |
| 4     | Orien Brown       | USA  | 11,49    |
| 5     | Juana Mosquera    | COL  | 11,49    |
| 6     | Rosie Allwood     | JAM  | 11,65    |
| 7     | María Luisa Vilca | PER  | 11,99    |

Wind: 3,0 m/s

### 200-Meter-Lauf
| Platz | Athletin        | Land | Zeit (s) |
| ----- | --------------- | ---- | -------- |
| 1     | Stephanie Berto | CAN  | 23,57    |
| 2     | Fulgencia Romay | CUB  | 23,70    |
| 3     | Esther Stroy    | USA  | 23,82    |
| 4     | Silvia Chivás   | CUB  | 23,95    |
| 5     | Rosie Allwood   | JAM  | 24,14    |
| 6     | Juana Mosquera  | COL  | 24,26    |
| 7     | Elsy Rivas      | COL  | 24,68    |
| 8     | Patty Loverock  | CAN  | 24,91    |

Wind: 0,0 m/s

### 400-Meter-Lauf
| Platz | Athletin          | Land | Zeit (s) |
| ----- | ----------------- | ---- | -------- |
| 1     | Marilyn Neufville | JAM  | 52,34    |
| 2     | Carmen Trustée    | CUB  | 52,89    |
| 3     | Yvonne Saunders   | JAM  | 53,13    |
| 4     | Aurelia Pentón    | CUB  | 53,62    |
| 5     | Brenda Walsh      | CAN  | 54,61    |
| 6     | Joyce Sadowick    | CAN  | 54,88    |
| 7     | Gwen Norman       | USA  | 55,46    |
| 8     | Jarvis Scott      | USA  | 56,53    |

### 800-Meter-Lauf
| Platz | Athletin        | Land | Zeit (min) |
| ----- | --------------- | ---- | ---------- |
| 1     | Abby Hoffman    | CAN  | 2:05,54    |
| 2     | Doris Brown     | USA  | 2:05,90    |
| 3     | Penny Werthner  | CAN  | 2:06,32    |
| 4     | Terry Crawford  | USA  | 2:09,01    |
| 5     | Gloria González | CHI  | 2:13,08    |
| 6     | Nilda Fernández | ARG  | 2:14,31    |
| 7     | Rosalía Abadía  | PAN  | 2:20,08    |

### 100-Meter-Hürdenlauf
| Platz | Athletin         | Land | Zeit (s) |
| ----- | ---------------- | ---- | -------- |
| 1     | Patty Johnson    | USA  | 13,19    |
| 2     | Marlene Elejalde | CUB  | 13,54    |
| 3     | Penny May        | CAN  | 13,70    |
| 4     | Mercedes Román   | MEX  | 14,43    |
| 5     | Edith Noeding    | PER  | 14,70    |
| 6     | Jenny Meldrum    | CAN  | 14,73    |
| 7     | Amaya Barturen   | CHI  | 15,38    |

Wind: 4,4 m/s

### 4-mal-100-Meter-Staffel
| Platz | Land               | Athletinnen                                                  | Zeit (s) |
| ----- | ------------------ | ------------------------------------------------------------ | -------- |
| 1     | Vereinigte Staaten | Mattiline Render Orien Brown Pat Hawkins Iris Davis          | 44,59    |
| 2     | Kuba               | Carmen Valdés Silvia Chivás Fulgencia Romay Marlene Elejarde | 45,01    |
| 3     | Kolumbien          | Aida Ortíz Juana Mosquera Elsy Rivas Ana Maquilón            | 45,99    |
| 4     | Kanada             |                                                              | 46,13    |
| 5     | Argentinien        |                                                              | 46,76    |
| 6     | Peru               |                                                              | 47,32    |

### 4-mal-400-Meter-Staffel
| Platz | Land               | Athletinnen                                                      | Zeit (min) |
| ----- | ------------------ | ---------------------------------------------------------------- | ---------- |
| 1     | Vereinigte Staaten | Esther Stroy Gwen Norman Cheryl Toussaint Mavis Laing            | 3:32,45    |
| 2     | Kuba               | Beatriz Castillo Aurelia Pentón Marcela Chibás Carmen Trustée    | 3:34,04    |
| 3     | Jamaika            | Beverly Franklin Ruth Williams Yvonne Saunders Marilyn Neufville | 3:34,05    |
| 4     | Kanada             |                                                                  | 3:41,23    |
| 5     | Kolumbien          |                                                                  | 3:50,43    |

### Hochsprung
| Platz | Athletin           | Land | Höhe (m) |
| ----- | ------------------ | ---- | -------- |
| 1     | Debbie Brill       | CAN  | 1,85     |
| 2     | Audrey Reid        | JAM  | 1,75     |
| 3     | Andrea Bruce       | JAM  | 1,70     |
| 4     | Brenda Simpson     | USA  | 1,65     |
| 5     | Marima Rodríguez   | CUB  | 1,65     |
| 6     | Patti Wilson       | CAN  | 1,60     |
| 7     | Sue Parks          | USA  | 1,60     |
| 8     | Maria da Conceição | BRA  | 1,60     |

### Weitsprung
| Platz | Athletin          | Land | Weite (m) |
| ----- | ----------------- | ---- | --------- |
| 1     | Brenda Eisler     | CAN  | 6,43      |
| 2     | Silvina Pereira   | BRA  | 6,35      |
| 3     | Marina Samuells   | CUB  | 6,14      |
| 4     | Penny May         | CAN  | 6,13      |
| 5     | Yvonne Saunders   | JAM  | 6,01      |
| 6     | Moranda Lacy      | USA  | 5,95      |
| 7     | Marcia Garbey     | CUB  | 5,87      |
| 8     | Ana Clara Goldman | ARG  | 5,75      |

### Kugelstoßen
| Platz | Athletin         | Land | Weite (m) |
| ----- | ---------------- | ---- | --------- |
| 1     | Lynn Graham      | USA  | 15,76     |
| 2     | Grecia Hamilton  | CUB  | 14,63     |
| 3     | Rosa Molina      | CHI  | 14,50     |
| 4     | Lynette Matthews | USA  | 14,16     |
| 5     | Carmen Romero    | CUB  | 13,57     |
| 6     | Norma Suárez     | ARG  | 13,43     |
| 7     | Joan Pavelich    | CAN  | 13,33     |
| 8     | Isolina Vergara  | COL  | 12,09     |

### Diskuswurf
| Platz | Athletin                  | Land | Weite (m) |
| ----- | ------------------------- | ---- | --------- |
| 1     | Carmen Romero             | CUB  | 57,20     |
| 2     | María Cristina Betancourt | CUB  | 51,76     |
| 3     | Carol Martin              | CAN  | 50,04     |
| 4     | Joan Pavelich             | CAN  | 48,66     |
| 5     | Ranee Kletchka            | USA  | 48,32     |
| 6     | Isolina Vergara           | COL  | 46,28     |
| 7     | Gladys Ortega             | ARG  | 44,86     |
| 8     | Luz María Quiñonez        | ECU  | 43,68     |

### Speerwurf
| Platz | Athletin        | Land | Weite (m) |
| ----- | --------------- | ---- | --------- |
| 1     | Tomasa Núñez    | CUB  | 54,02     |
| 2     | Sherry Calvert  | USA  | 51,52     |
| 3     | Roberta Brown   | USA  | 50,94     |
| 4     | Milagros Bayard | CUB  | 48,68     |
| 5     | Rosa Molina     | CHI  | 43,68     |
| 6     | Celina Surga    | VEN  | 42,20     |
| 7     | Delia Vera      | PER  | 39,86     |
| 8     | Ana Scurzoni    | ARG  | 37,58     |

### Fünfkampf
| Platz | Athletin             | Land | Punkte |
| ----- | -------------------- | ---- | ------ |
| 1     | Debbie Van Kiekebelt | CAN  | 4290   |
| 2     | Penny May            | CAN  | 4112   |
| 3     | Aída dos Santos      | BRA  | 3887   |
| 4     | Marilyn King         | USA  | 3867   |
| 5     | Lucía Vaamonde       | VEN  | 3831   |
| 6     | Mercedes Román       | MEX  | 3758   |
| 7     | Emilia Dyrzka        | ARG  | 3641   |
| 8     | Silvia Tapia         | MEX  | 3381   |